# Daniel Twardzik
Daniel „Dan“ Twardzik (* 13. dubna 1991, Třinec) je česko-německý fotbalový brankář, který je od konce února 2017 bez angažmá. Má německé občanství a na svém kontě starty za německou reprezentaci do 18 let.
Pochází z fotbalové rodiny, jeho otec René byl také brankářem, jeho mladší bratři Filip a Patrik jsou fotbaloví záložníci.

## Klubová kariéra
Daniel Twardzik se narodil v Československu v Třinci, ale dětství strávil v Německu, kde jeho otec hrál fotbal. Začal s fotbalem v německém celku FC Sachsen Leipzig, následoval FC Rot-Weiß Erfurt, odkud si jej vybral bavorský velkoklub FC Bayern Mnichov. Zde trénoval i s Oliverem Kahnem.
Odsud odešel nejprve do Karlsruher SC, aby se vrhl do dospělého fotbalu. Zde se neprosadil a následovalo angažmá v třetiligovém italském klubu Como Calcio. Ani tady mu pšenka nekvetla a tak zamířil do Skotska. Po krátké anabázi v Aberdeen FC (kde byl pod dohledem trenéra brankářů Jima Leightona) si jej vybral druholigový Dundee FC, kde dělal brankářskou dvojku. Poté se v prosinci 2013 ozval prvoligový Motherwell FC, který kvůli zraněním svých brankářů sháněl náhradu (šlo o měsíční hostování). Trenér Stuart McCall ho nasadil hned do ostrého zápasu proti Ross County FC, kde vychytal výhru 2:1. Nakonec se představil v 5 utkáních, všechny byly vítězné a navíc vychytal třikrát čisté konto. Poté se v lednu 2014 vrátil do Dundee FC, kde dostal také příležitost.
V květnu 2014 podepsal dvouletou smlouvu s Motherwellem. Představil se v Evropské lize UEFA 2014/15, kde Motherwell vypadl ve 2. předkole s islandským klubem Stjarnan (první zápas 2:2). Twardzik chyboval v odvetě v prodloužení, kdy se islandský tým ujal vedení 3:2 a už jej nepustil. Trenér Stuart McCall mu však důvěřoval a nasazoval ho ve skotské lize. Na konci roku 2015 v Motherwellu skončil.
V lednu 2016 se stal posilou českého třetiligového klubu FK Viktoria Žižkov.

## Reprezentační kariéra
Daniel Twardzik odehrál dva zápasy za německou reprezentaci do 18 let.